# Sonchus ustulatus
Sonchus ustulatus — вид рослин з родини Айстрові (Asteraceae), ендемік Мадейри.

## Опис

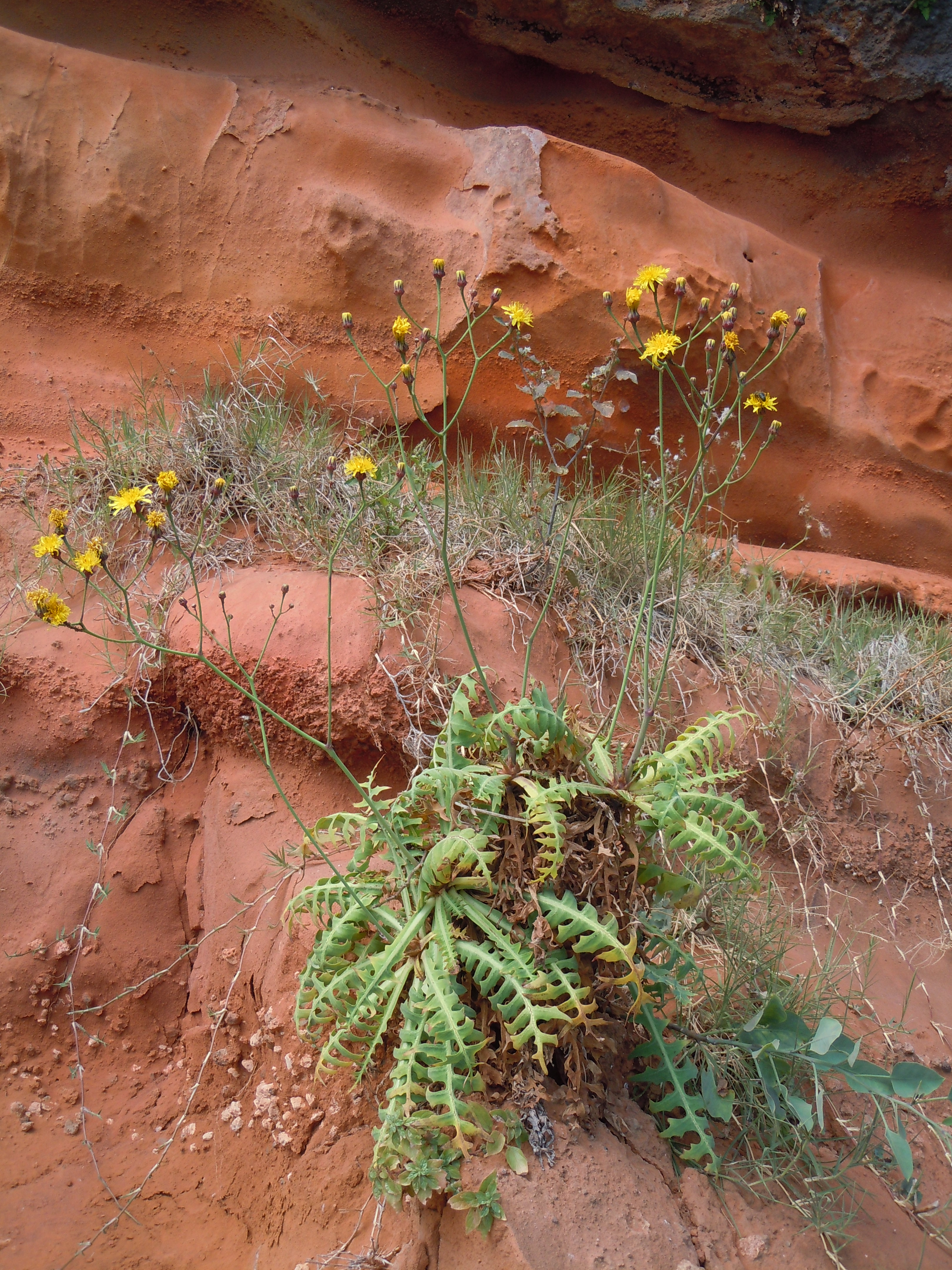
Sonchus ustulatus subsp. ustulatus

Багаторічна рослина заввишки до 40–60 см. Листки довжиною 20–30 см сильно розрізані й поміщені в базальну розетку.

## Поширення
Ендемік архіпелагу Мадейра (о-ви Мадейра, Порту-Санту, Дезерташ).